# Strandparken, Jönköping

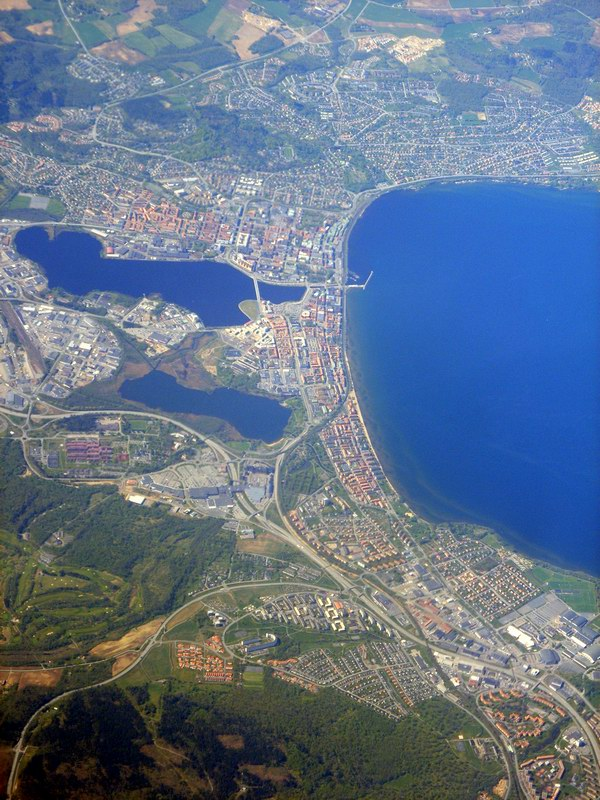
Vättern, Munksjön och Rocksjön. Strandparken och Vätternstranden utgör den nedre delen av Vätterstranden på bilden

Strandparken är en aktivitetspark och badplats vid Vätterstranden på Liljeholmen i Jönköping. Omedelbart öster om ligger Herrgårdsparken vid Rosenlunds herrgård.
I Strandparken finns också en lekplats.
År 1916 anlade Vestkustens Petroleum AB en bränsledepå på den senare benämnd "Essotomten" på östra delen av nuvarande Strandparken, som bestod av ett antal bränslecisterner med anslutande rörledning och en lång anläggningspir ut i den grunda sjön. Denna anläggning revs 1962 och flyttades till Simsholmen i Munksjön. 
I nuvarande kafé-, konferens- och samlingsbyggnaden Rosa villan på tomten Fliten 3 fanns ett tvätteri.
En detaljplan för Strandparken som allmän mark, park och plantering togs fram 1958.
Vid östra delen av parken planeras att 2024–2026 anläggas en utloppsledning för dagvatten, en omkring 400 meter lång ledning under Vätterns botten, som mynnar ut över sjöns botten på  på sex meters djup.